# Cratere Dafina
Dafina  è un cratere sulla superficie di Venere.